# Hypercompe scribonia
Hypercompe scribonia (лат.) — вид бабочек из рода Hypercompe из семейства медведиц.

## Описание

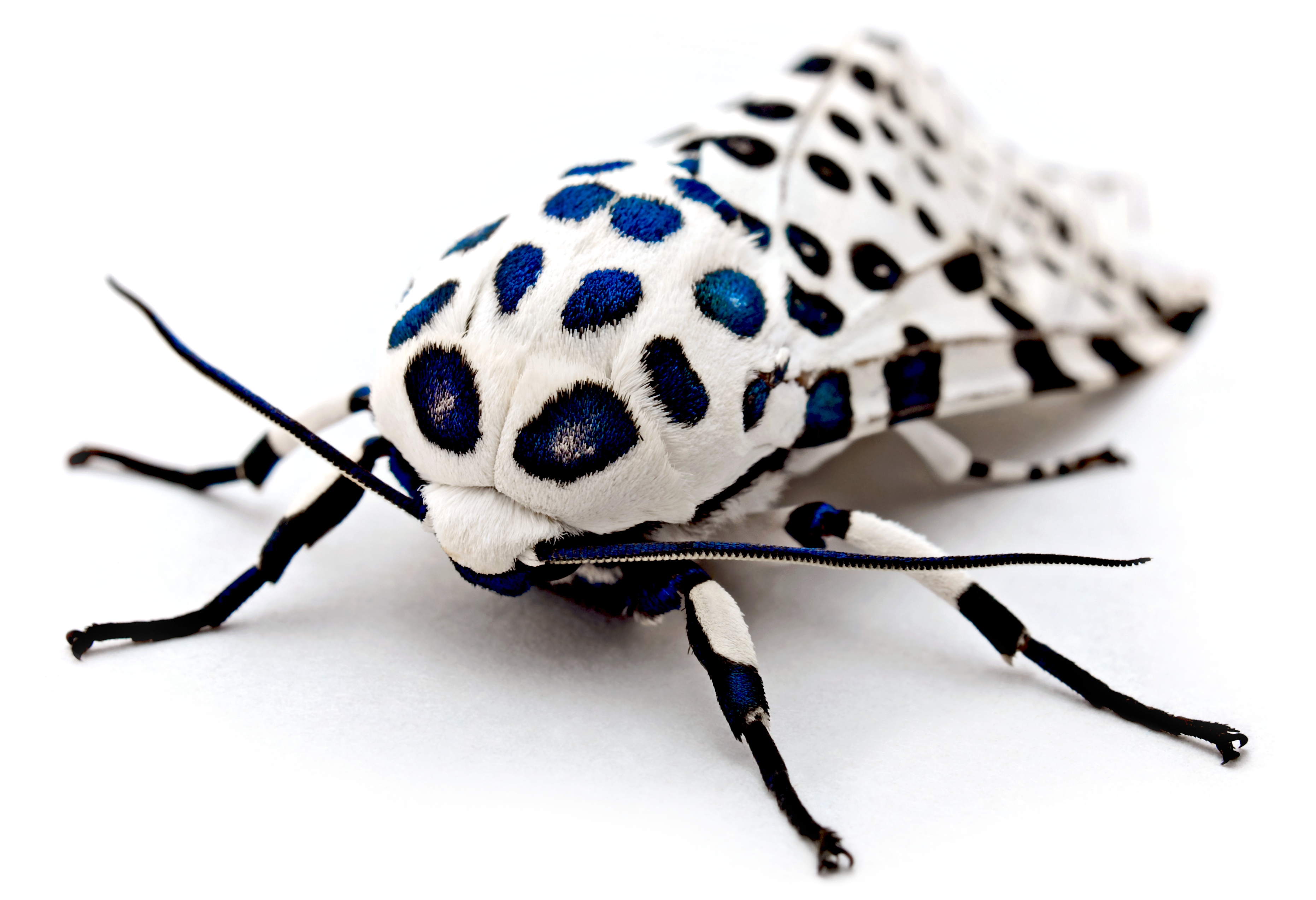

Размах крыльев 57—91 мм. Основной фон крыльев белый. На передних крыльях находятся кольцеобразные иссиня-чёрные пятна. Крылья, как правило, полупрозрачные у внешнего края. Вдоль внутреннего края задних крыльев проходят тёмные полосы. У вершины задних крыльев имеются черные округлые точки. Брюшко тёмно-синее, почти чёрное, с оранжевыми точками на верхней стороне каждого сегмента. У самцов имеется узкая жёлтая полоса по бокам брюшка. Ноги чёрного цвета, с белыми полосками.

## Распространение
Ареал вида включает Южную и Восточную часть США.

## Биология
Бабочки ведут ночной образ жизни — лёт начинается в сумерки.

## Цикл развития

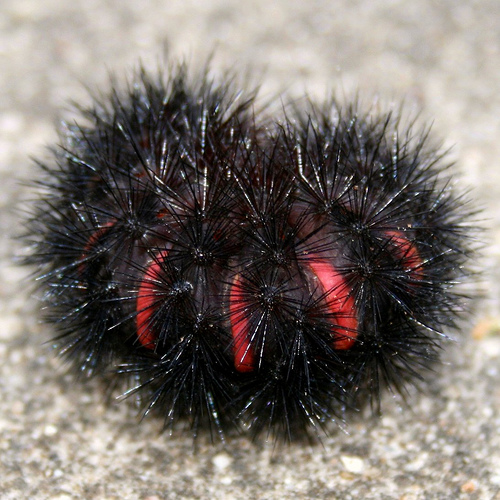
Потревоженная гусеница, свернувшаяся в кольцо

Гусеница чёрная с множеством щетинок, с красными или оранжевыми полосами на границе сегментов, которые становятся особенно заметными, когда потревоженная гусеница сворачивается в кольцо. Зимует гусеница.

### Кормовые растения гусениц
- Bougainvillea
- Brassica
- Brugmansia
- Cannabis
- Citrus
- Euphorbia
- Helianthus
- Lonicera
- Magnolia
- Morus
- Musa
- «Paulownia»
- Persea
- Phytolacca
- Plantago
- Pyrostegia
- Ricinus
- Robinia
- Salix
- Lilac
- Taraxacum
- Viola
- Ocimum basilicum
- Lettuce